# Кэлинеску, Пауль
Па́уль Кэлине́ску (рум. Paul Călinescu; 23 августа 1902 года, Галац, Румыния — 25 марта 2000 года, Бухарест, Румыния) — румынский кинорежиссёр и сценарист. Один из основоположников румынского кинематографа.

## Биография
В 1930 году окончил Коммерческую академию в Бухаресте. В 1932—1935 годах снимал фильмы на узкой плёнке. В 1936 году дебютировал самостоятельным фильмом «Румыния наших дней». В 1937 году сделал свыше 100 выпусков киножурнала «Познайте свою страну». В 1938—1950 годах создал 17 документальных лент. В 1950 году снял первый полнометражный игровой фильм в социалистической Румынии («Звенит долина»), а в 1951 году — первый цветной румынский документальный фильм («Дельта Дуная»).

## Фильмография

### Режиссёр

#### Документальные фильмы
- 1934 — Румыния / România (с Жаном Михаилом)
- 1936 — Румыния наших дней / Colțuri din România
- 1939 — Край горцев / Țara Moților
- 1940 —  / Uzinele Malaxa
- 1947 —  / Agnita Botorca
- 1951 — Дельта Дуная / Toamna în deltă (по Михаилу Садовяну)
- 1952 — Мы развернемся / La un punct de agitație

#### Игровые фильмы
- 1946 — Эдельвейс / Floarea reginei
- 1950 — Звенит долина / Răsună valea
- 1954 — Преображение / Desfăşurarea (по Марину Преде)
- 1956 — На мою ответственность / Pe răspunderea mea
- 1962 — Порто-франко / Porto-Franco
- 1964 — Титаник Вальс / Titanic vals

### Сценарист
- 1964 — Титаник Вальс / Titanic vals

## Награды
- 1939 — 1-я премия 7-го Венецианского кинофестиваля («Край горцев»)
- 1950 — Почетный диплом V Международного кинофестиваля в Карловых Варах («Звенит долина»)
- 1956 — премия IX Международного кинофестиваля в Карловых Варах («На мою ответственность»)
- 1977 — Главный приз Ассоциации румынской кинематографии за большие заслуги в кинематографе
- 1996 — Почётный гражданин Бухареста[1]